# Мълния
Вижте пояснителната страница за други значения на Мълния.
Светкавица пренасочва насам.  За други значения вижте Светкавица (пояснение).
Мълнията е електрически искров разряд в атмосферата, проявяващ се обикновено по време на буря и съпроводен от гръмотевица. Линейната мълния се нарича още светкавица.
Електрическата природа на мълниите е доказана в изследванията на американския учен Бенджамин Франклин. Той провежда известния опит с хвърчило при наличие на буреносни облаци, за да докаже, че светкавиците не са огън в небето, а разряд на статично електричество.

## Възникване
Космическите лъчи, породени от избухването на различни звезди, непрекъснато бомбардират Земята. При преминаването им през атмосферата те се трансформират в рентгенови лъчи, които, преминавайки през облаците, натрупват електрически заряди в тях.
Мълниите най-често възникват в купесто-дъждовните облаци, но могат да се образуват и от торнадо, вулканични изригвания и пясъчни бури. Също така, ако един облак, зареден с положителен заряд, се доближи до облак, зареден с отрицателен заряд, се получава мълния.
За възникване на мълния е необходимо в относително малък обем от облака да се образува електрическо поле с интензитет, достатъчен за образуване на електрически разряд (~ 1 MV/m), а в значителна част от облака да се образува поле със среден интензитет, достатъчен за поддържане на започналия разряд (~ 0,1 – 0,2 МV/m).
Може да се предизвика и от наелектризиран облак и земята.
Когато електромагнитното поле достигне определен интензитет, от върха на облака започва да се спуска стъпаловиден низходящ лидер, носещ отрицателен заряд. Когато той е вече на около 300 m от земята, от високите обекти започват да се образуват възходящи (стреловидни) лидери, но само един се свързва с низходящия; следва обратният удар, който предизвиква мълнията.

## Видове мълнии

### Линейна мълния
Линейната мълния има средна дължина около 2,5 km. Някои от тях обаче достигат до 20 km. Скоростта на разпространение може да достигне 220 000 km/h (61 km/s). В мълнията се развива температура около 30 000 °C и протича ел. ток до 300 kA при положителните мълнии. Те излъчват силна бяла или жълтеникава светлина.

#### Видове линейни мълнии
- Облак-земя (CG) – вторият най-чест вид мълния и най-опасният за хората.
- Положителна облак-земя (CG+) – появява се предимно в края на бурята, като започва развитието си от върха на буреносния облак, след което лидерът изминава няколко километра хоризонтално, преди да се спусне надолу, за да се свърже с възходящия отрицателен лидер. От 6 до 10 пъти по-силна от обикновената и 10 пъти по-дълга.
- Облак-облак (IC/CC) – получава се вътре в един облак (IC) или между два облака (CC). Опасна е за самолетите, но не и за хората на земята.
- Земя-облак (GC) – стъпаловидният лидер носи положителен вместо отрицателен заряд и върви към облака вместо към земята. Образува се на високи места, като телевизионни кули и небостъргачи, секунда след обикновен удар, който е натрупал положителен ел. заряд. Разпознава се по това, че стъпаловидният лидер се разклонява към облаците, а не обратно.
- Облак-въздух (CA) – Може да носи както положителен (CA+), така и отрицателен (CA– ) ел. заряд. Мълнията с положителен заряд се образува от върха на облака, защото там се натрупва положителният заряд. Мълнията с отрицателен заряд се образува от ниската част на облака. Този вид мълнии са опасна предимно за самолетите.
- Мегамълния – хиляда пъти по-мощна от обикновената и много рядка (на всеки десет милиона мълнии се падат пет мегамълнии).

Мълниите имат разновидности:
- Зърнеста мълния – Разновидност на CG+/–. Получава се в крайния етап от развитието на мълнията, ако е имало няколко обратни удара и по-силно електромагнитно поле, което да поддържа ел. разряда. Сравнително рядка разновидност.
- Лентовидна – възниква, когато обратните удари се издухват от страничен вятър.
- Вилообразна – CG мълния, при която не само главният канал, а и всички стъпаловидни лидери се осветяват от плазмата и излишния ел. заряд.
- Единична мълния – мълния, при която има само един обратен удар.
- Хоризонтална (пълзяща) – разновидност на IC мълнията. Тя е много по-дълга, стъпаловидните лидери се разклоняват още в началото и може да се види развитието им. Поради дължината и разряда тя трае много по-дълго от обикновена мълния и може да озари мрачното небе.
- Суха мълния – образува се най-често от дима на горски пожари, който не предизвиква валежи.
- Топлинна мълния – образува се в топлите летни вечери и представлява отражение на обикновена мълния, получено високо в облаците. Не се чува гръмотевица заради голямото разстояние между наблюдателя и бурята.
- Вулканична мълния – разновидност на сухата мълния. Получава се от дейността на вулкан. Искровата мълния е разновидност на вулканичната и може да е дълга само 3 метра.

### Кълбовидна мълния
Кълбовидната мълния представлява атмосферен феномен с все още неизяснена същност. Тя е изключително рядко явление, което представлява обемен електричен заряд със сферична форма. Появява се предимно в края на гръмотевична буря. Има диаметър от около 20 – 30 см до няколко метра и неясни граници, понякога е обкръжена от синкаво сияние (ореол). Средното време на живот е от 5 секунди до 2 – 3 часа. Движи се със скорост 10 м/сек. най-често около 1 метър над земята, а понякога издава съскащ звук. Цветът на мълнията може да е червен, жълт, оранжев, син, виолетов, зелен, златист, бял и сребрист. Има тенденцията да се промъква в затворени помещения – през отворени прозорци или врати. Понякога може дори да премине през стена или прозорец, без да остави следа, но може и да ги взриви. Температурата на плазмата отвън е студена, но гореща отвътре. Появява се по време на гръмотевична буря, най-често след обикновен удар на мълния. Движи се най-често успоредно на посоката на вятъра. При среща с такъв феномен не бива да се бяга, защото тя следва въздушните течения и може да подгони жертвата. Не бива да се хвърля нищо срещу нея, защото може да се взриви. Ако изходът е близо, трябва бавно да се излезе, като след това трябва да се затвори вратата, но ако изходът е далече, трябва да се легне по корем на земята, и да се сложат ръцете на тила. Този вид мълния е все още загадка, пораждаща противоречиви мнения. В България най-много кълбовидни мълнии са наблюдавани в Родопите, Плевенска и Русенска област.

### Високоатмосферни разряди
Представляват открити явления в стратосферата и йоносферата.
- Спрайт (на английски: sprite) – За първи път е наблюдаван през 1807 г., но съществуването му се доказва едва през 1989 г. Спрайтовете се образуват над облаците и представляват продължение на обикновената мълния, образувана под облака. Появяват се в резултат на разреждането на заряда, натрупан в облаците от мълнията. Тъй като зарядът, който се разрежда през облака, е един и същ над и под него, токът, който ще протече през мълнията, ще е същият с този през всички спрайтове. Когато мълнията е създадена от по-ниски облаци, зарядът е сравнително малък и спрайтовете са трудно забележими. Зарядът, който се натрупва в по-високо разположените облаци, е по-голям. Също така токът, който ще протече през спрайтовете при възникването на мълния, ще е по-голям. При йонизацията на атмосферните газове спрайтовете светят в червено-синьо, в зависимост от височината на която се намират. Последната варира от 10 до 100 km. В по-ниските слоеве, на височина около 20 km, поради високото налягане спрайтовете светят в синьо, а в по-високите – в червено. Спрайтовете се образуват в област с диаметър от 1 до 100 km. Скоростта, с която се движат, е около 10 km/s.
- Синя искра – Открита малко след спрайта, тя е синя на цвят и за разлика от спрайта тя се движи нагоре. Височината достига около 40 km.
- Елф – Открит през 1995 г. този разряд е и най-редкият. Представлява червен на цвят, разширяващ се диск, който се появява в порядъка на милисекунди.
- Гигантска искра – Разновидност на синята искра, но в пъти по-голяма
- Възходяща мега мълния (недоказана)

## Видове гръмотевици
За видовете мълнии може да се съди и по звука на гръмотевицата. Обикновените CG издават звук, наподобяващ разкъсване и разцепване, придружен с тътен след това. Гръмотевицата на IC е продължителен тътен, поради факта, че се образува високо в атмосферата. CG+ произвеждат невъобразимо мощна гръмотевица, чиито звук достига 400 dB в близост до удара. Причината за тази сила е, че мълнията поддържа разряда по-дълго заради голямото разстояние (5 – 10 km). Подобна е гръмотевицата от GC.

## Поведение при гръмотевична буря
На ден падат около 8 млн. мълнии по света. 90% от ударените от мълния хора оцеляват.
Когато човек се окаже навън по време на гръмотевична буря, за преценяване на опасността трябва да преброи секундите от мълнията до гръмотевицата, след което полученият резултат да раздели на 3 за километри и на 5 – за мили. Време под 30 секунди сигнализира за опасност поради възможността за поява на мълния „CG+“. Не трябва да се тича, или да се застава под самотно стоящи дървета. Металните предмети трябва да се оставят на 40 – 50 m. Ако човек е във вода, трябва незабавно да излезе и да потърси подслон. Най-безопасното място е в кола или сграда с гръмоотвод. Ако сградата е без гръмоотвод, не трябва да се пипат металните предмети и да се говори по телефона. Къпането също е опасно по време на буря. В природата трябва да се клекне със събрани крака и стиснати ръце. Ако има пещера, тя може да се използва като подслон, но трябва да се влезе най-малко 3 m навътре от входа, като да има поне 1 m свободно разстояние между стените. Заставането до дърво се счита за безопасно само ако човекът е на разстояние, равно на половината от височината на дървото. Каране на велосипед по време на буря не трябва да се предприема. Не трябва да се тича, заради опасността от „крачково напрежение“ при удар на мълния. Предстоящият близък удар на мълния може да се предскаже по изправянето на косите на хората, поради високия интензитет на електромагнитното поле. Ако човек е поразен от мълния, при което не диша и няма пулс, трябва да се пристъпи към изкуствено дишане „уста в уста“, като на всяко пето вдишване да се прави сърдечен масаж с честота 60 – 70 удара в минута. Ако сърцето забие, трябва да се позвъни на 112, а ако няма възможност за това, пострадалият трябва да се заведе до най-близкото болнично заведение.